# 10133 Gerdahorneck
10133 Gerdahorneck è un asteroide della fascia principale. Scoperto nel 1993, presenta un'orbita caratterizzata da un semiasse maggiore pari a 2,2928350 au e da un'eccentricità di 0,1609125, inclinata di 5,24358° rispetto all'eclittica.